# Øjvind Moestrup
Øjvind Moestrup (født 15. december 1941) er en dansk botaniker. Har var professor i botanik ved Københavns Universitet 1992-2012 og har derefter været emeritus med anden tilknytning. Øjvind Moestrup er internationalt kendt for sine elektronmikroskop-studier af strukturer hos encellede alger og sine bidrag til fortolkningen af disse strukturers betydning for algernes slægtskabsforhold. Han har desuden bidraget til forståelsen af algernes udvikling og dermed de tidlige faser af livets historie.
Blandt Øjvind Moestrups vigtige arbejder er hans doktordisputats fra 1983 om sammenlignende studier af svingtrådsstrukturen hos flagellater. Øjvind Moestrup har også været igangsætter for en række forskningsprogrammer vedrørende giftige, encellede alger, der ved masseforekomst indebærer betydelige miljørisici, bl.a. fiskedød og muslingeforgiftning.
Moestrup er opvokset på Fyn og i Jylland hvor han far var præst. Han begyndte på biologistudiet på Københavns Universitet i 1962. Han var oprindeligt mest interesseret i zoologi og ville skrive speciale om fladormes cellebiologi, men skiftede retning efter professor Tyge Christensen i 1967 tilbød ham et studiejob på Institut for Sporeplanter som han tog imod. Moestrup lærte i 1968-1969 elektronmikroskopi på University of Leeds i England hvortil han var inviteret professor Irene Manton.
Øjvind Moestrup er medlem af Det Kongelige Danske Videnskabernes Selskab.